# Kanton Vichy-Nord
Kanton Vichy-Nord (fr. Canton de Vichy-Nord) je francouzský kanton v departementu Allier v regionu Auvergne. Tvoří ho pouze severní část města Vichy.